# Rubus praecox
Rubus praecox é uma espécie de planta com flor pertencente à família Rosaceae. 
A autoridade científica da espécie é Bertol., tendo sido publicada em Flora Italica 5: 220. 1842.

## Portugal
Trata-se de uma espécie presente no território português, nomeadamente em Portugal Continental.
Em termos de naturalidade é nativa da região atrás indicada.

## Protecção
Não se encontra protegida por legislação portuguesa ou da Comunidade Europeia.